# Policia franquista
Policia franquista és un terme genèric emprat per la historiografia i els mitjans de comunicació per referir-se a les forces de policia que van existir a Espanya durant la Dictadura franquista (1939-1975) i, a vegades, també durant els primers anys de la Transició.
En 1939, després de finalitzar la Guerra Civil Espanyola amb la victòria del bàndol nacional, els serveis de policia i ordre públic es trobaven principalment sota control de les forces armades. Aquesta situació es va mantenir durant els primers mesos de la postguerra. La "Llei de Reorganització dels Serveis de Policia" del 8 de març de 1941 va reorganitzar els serveis policials, organització i funcions, i va significar la desaparició del Cos de Vigilància i Investigació i del Cos de Seguretat. Es va crear una nova estructuració de la policia, que va passar a comprendre dos cossos:
- Cos General de Policia (CGP);
- Cos de Policia Armada i de Trànsit o simplement Policia Armada;

La formació dels quadres es va fer entre els antics membres de la Guàrdia d'Assalt i la policia de l'època republicana que haguessin superat la depuració, i també entre excombatents del bàndol nacional durant la Guerra Civil. La "Llei per a la Seguretat de l'Estat" va impregnar als nous cossos d'un caràcter repressiu i també de la ideologia feixista imperant en aquesta èpocaAixí doncs, els cossos policials es van convertir en un dels braços executors de la política repressiva durant el franquisme. La Policia Armada, els membres de la qual van ser popularment coneguts com a grisos pel color del seu uniforme, va ser la que va quedar encarregada de les funcions d'ordre públic i actuacions policials, mentre que el CGP s'encarregada de les funcions de recerca dels crims, homicidis i la repressió política. També disposava d'una secció que feia les funcions de policia secreta, la Brigada Político-Social (BPS). En 1940, després de la visita a Espanya del capdavanter nazi Heinrich Himmler, est va enviar a un adjunt seu, Paul Winzer, perquè instruís a la nova policia secreta espanyola.
Per la seva banda, la Direcció General de Seguretat (DGS) era l'organisme superior del Ministeri de la Governació encarregat de coordinar les accions policials i l'ordre públic. El primer director general va ser José Finat y Escrivá de Romaní, "un representant de la dreta catòlica fascistizada que havia ocupat prèviament el càrrec de delegat nacional del servei d'informació i recerca de FET y de las JONS i molt proper al ministre de la Governació, Ramón Serrano Súñer, cunyat del general Franco".
Dins de la Direcció general de Seguretat, la quarta secció anomenada Antimarxismo, es va encarregar específicament de la repressió política. En el seu si existia un departament de Judaisme i un altre de Maçoneria, al capdavant dels quals estava el policia Eduardo Comín Colomer. A més es va crear una Brigada Especial, al front de la qual Finat va nomenar al furibund antisemita Mauricio Carlavilla, una de les missions de la qual era controlar als jueus residents a Espanya, atenent així la petició expressa de Heinrich Himmler, cap de les Schutzstaffel i dels serveis de seguretat del Tercer Reich.
Blas Pérez González, que va ser ministre de Governació entre 1942 i 1957, es va distingir com un eficaç organitzador de la policia política durant la seva època en el ministeri. Carlos Arias Navarro, que més tard seria president del Govern, també va destacar en aquesta labor en la seva època com a director general de Seguretat.
Després de la mort de Franco i el començament de la Transició, en 1978 el Cos General de Policia i la Policia Armada van ser substituïts pel Cos Superior de Policia i el Cos de Policia Nacional, respectivament. Aquest últim no ha de ser confós amb l'actual Cos Nacional de Policia (CNP), que va ser creat en 1986 i en el qual llavors van quedar integrats tots els cossos policials.